# Estaciones de investigación en la Tierra de la Reina Maud
Las estaciones de investigación en la Tierra de la Reina Maud están conectadas por el Proyecto de Red Dronning Maud Land Air (DROMLAN), que es un acuerdo de cooperación para el transporte entre los once países con estaciones de investigación en el este de la Antártida. Aviones de largo alcance vuelan entre Ciudad del Cabo, África del Sur y el Aeródromo de Troll, situado en la estación de investigación en Troll  , o la pista de aterrizaje en la base de Novolazarevskaya. A partir de estos dos principales aeropuertos, aeronaves más pequeñas pueden volar más a otros destinos  antárticos.
A través del Aeródromo de Troll, la estación noruega de Troll sirve como un importante hub de la red DROMLAN. La investigación en Troll incluye el aire y medidas atmosféricas, monitoreo de gases de efecto invernadero y colonias de pájaros, así como investigaciones meteorológicas y de clima. La otra estación noruega, Tor, fue establecida para investigar pájaros en la colonia de cría en la montaña Svarthamaren. Las actividades manejadas por Rusia en la estación Novolazarevskaya incluyen control medioambiental, mapeo/ geodesia, observaciones geomagnéticas y meteorológicas, glaciología, biología, ionosférico / observaciones auroral, limnología, geología, geofísica y sismología.

## SANAE IV

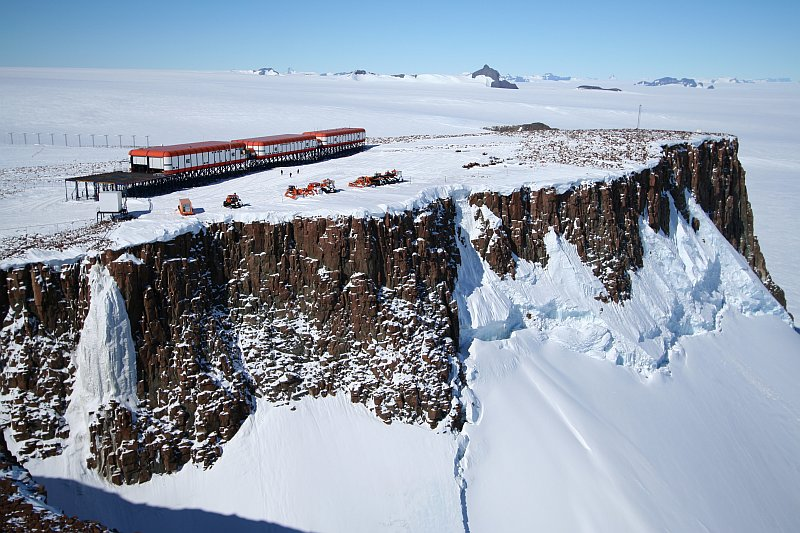
Estación SANAE IV

SANAE IV es la estación de Sudáfrica, y sucesora de tres estaciones anteriores, fue completada en 1997. Sus investigaciones incluyen invasión de ecología/biología, geología, geomorfología y ciencias atmosféricas. Sus instalaciones incluyen un hospital pequeño y un hangar de dos helicópteros. Consta de tres enlazó módulos de 44 metros (144 ft) de largo y 14 metros (46 ) de ancho. Dos estructuras cercanas más pequeñas contienen el plato de satélite utilizado para las comunicaciones y los búnkeres de combustible diésel. La base es atendida y mantenidoa durante todo el año por un equipo de científicos y personal de apoyo. Cada fin de invierno el equipo llega durante la expedición de verano y pasan un período a bordo del S. A. Agulhas II para investigación y logística, permaneciendo en la base a través del invierno austral y regresan a África del Sur al final de la siguiente temporada de verano - una expedición de unos 16 meses.

## Base Nordenskiöld
La estación sueca Wasa y la finlandesa Aboa conforman la base Nordenskiöld, que cooperan en investigación y logística. Las investigaciones llevadas a cabo incluyen mapeo/geodesia, glaciología, biología humana, observaciones meteorológicas, geología y geofísica.

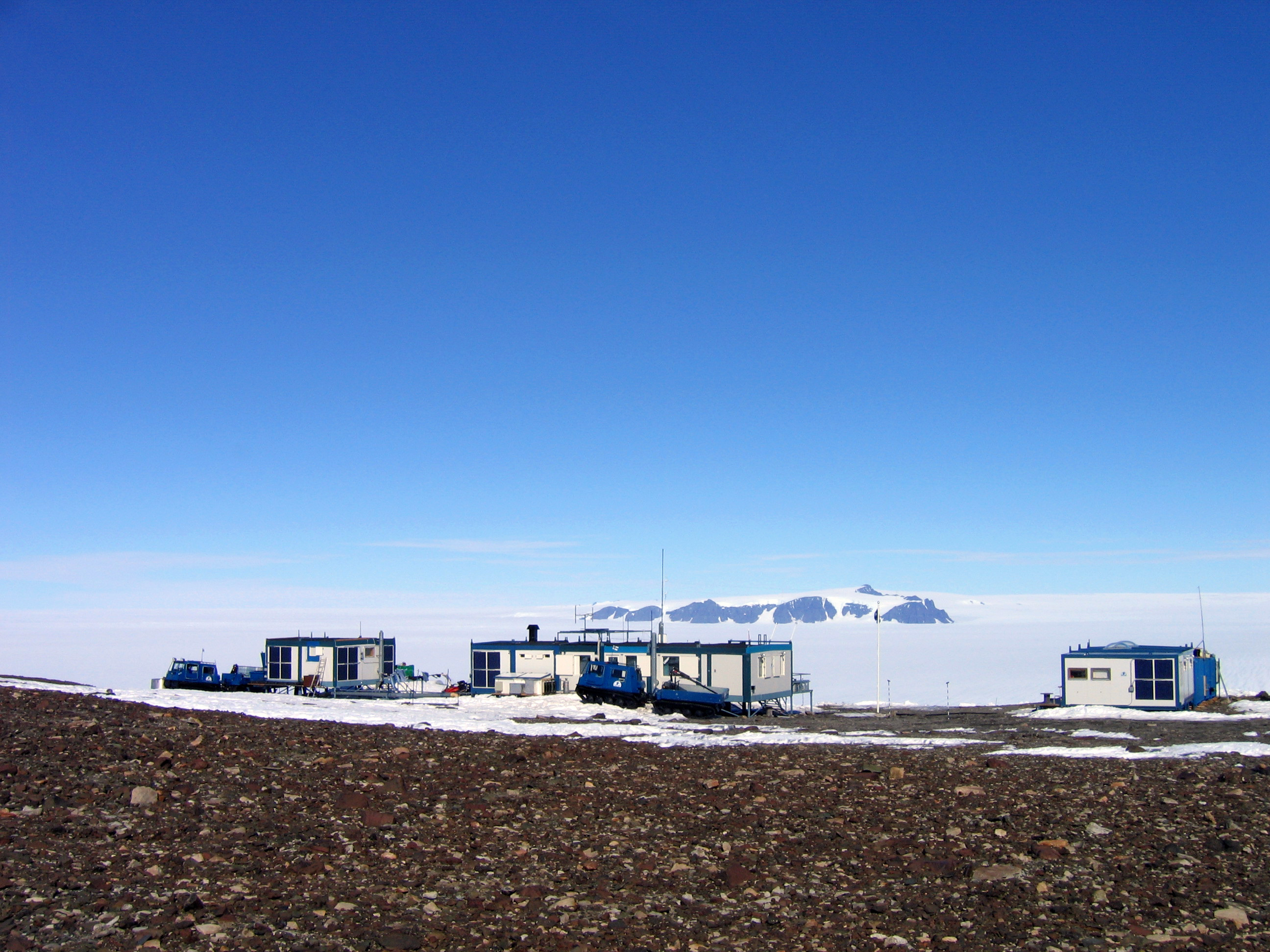
Estación Aboa, parte de la Base Nordenskiöld.

## Estación Neumayer III
La estación alemana Neumayer III se terminó en 2009, como sucesora de dos estaciones que fueron sepultadas por nieve y hielo. En ella se realizan investigaciones geofísicas, meteorológicas y sismológicas, así como mediciones química del aire y monitoreo atmosférico de ozono. Kohnen, otra estación de Alemania, fue inaugurada como parte de uno de los principales proyectos de perforación de hielo.

## Maitri
La estación Maitri es la sucesora de la estación Dakshin Gangotri desde 1989, primera base antártica de India. Maitri enfoca su investigación en geología, y el estudio del supercontinente Gondwana, cuándo India y Antártida pertenecieron a la misma masa de tierra. También incluye investigaciones de ingeniería en bajas temperaturas pertinentes a las condiciones en el Himalaya.

## Estación Showa
Showa es la estación  principal de investigación djaponesa en la Antártida. Una amplia gama de investigaciones se lleva a cabo allí, incluyendo física superior de la atmósfera, meteorología, sismología, gravimetría, geodesia/cartografía, oceanografía, glaciología, geología, investigación médica y biología marina y terrestre. Japón tiene otra estación la domo Fuji inaugurada como parte de uno de los más importantes proyectos de perforación del hielo. Sus principales estudios son acerca del cambio climático y lleva a cabo perforaciones profundas y observaciones atmosféricas.

## Princesa Elisabeth Antártida

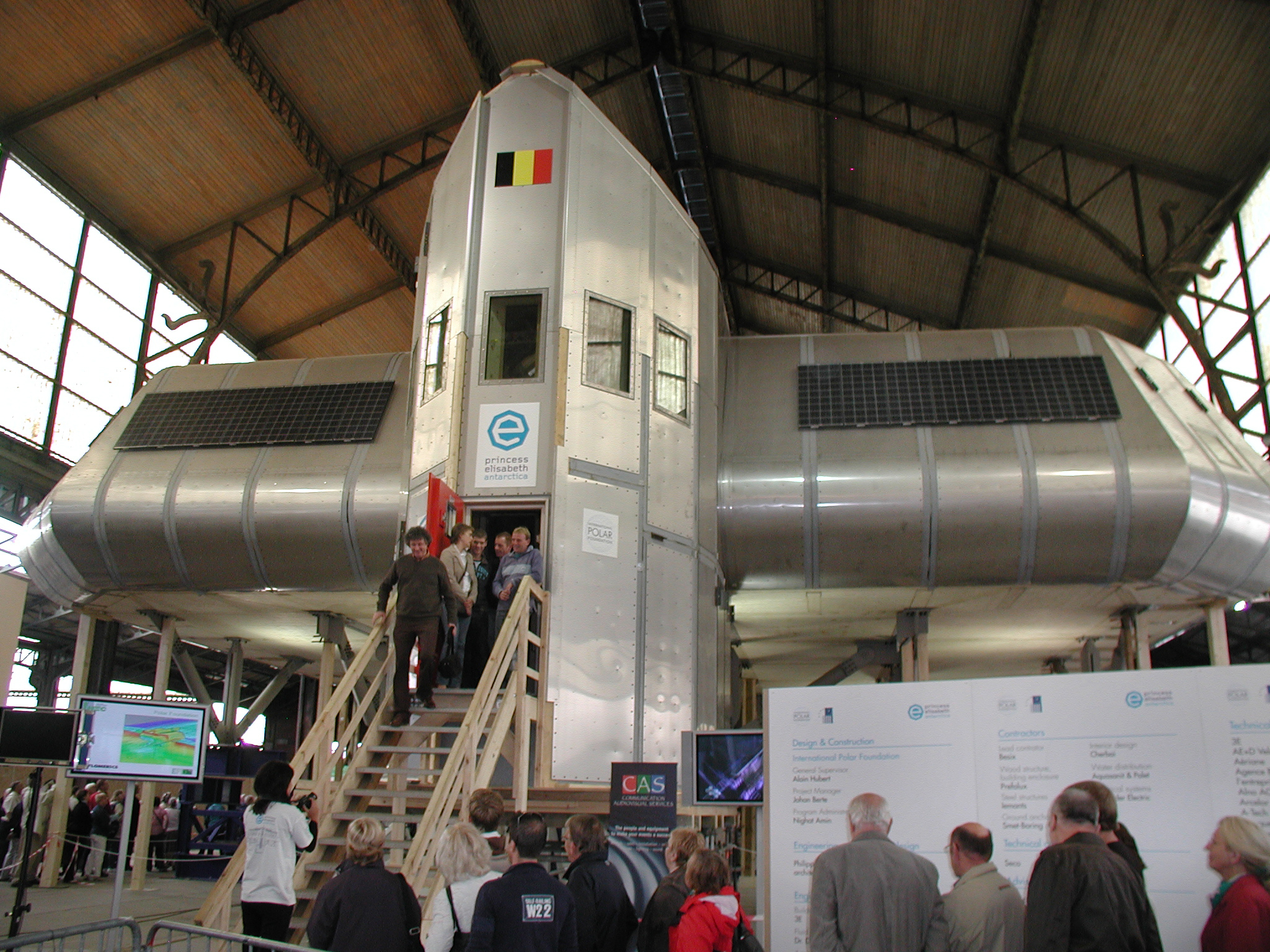
Base Princesa Elisabeth

La estación princesa Elisabeth de la Antártida fue establecida por Bélgica como un proyecto para promover ciencias polares, así como para demostrar la posibilidad de la construcción de una estación emisión Cero. La investigación es llevada a cabo por un equipo internacional de científicos, sobre estudios de la climatología, glaciología y microbiología. Entró en servicio el 15 de febrero de 2009. La estación, diseñada, construida y operada por la Fundación Polar Internacional, es la primera base polar que combina materiales de construcción eco-amigables, limpios y uso eficiente de la energía, la optimización de la estación del consumo de energía inteligente y técnicas de gestión de residuos mediante el uso de una micro red inteligente. La estación está conectada a nueve turbinas de viento que se extienden a lo largo de la Utsteinen ridge. Alberga hasta el 16 de científicos ala vez. 

## Estación Kohnen
La estación Kohnen es una estación de verano alemana, capaz de acomodar hasta 20 personas. Fue nombrada en honor al geofísico Heinz Kohnen (1938-1997), que durante mucho tiempo fue el jefe de logística en el Instituto Alfred Wegener. La estación se abrió en 2001, y es la base logística del proyecto ice coring en Dronning Maud Land, el Proyecto Europeo para tomas de muestra en Hielo en la Antártida (EPICA). La estación es suministrada por un convoy de 6 de remolques de vehículos, que son reabastecidos veces al año.